# CHMP6
CHMP6‏ (Charged multivesicular body protein 6) هوَ بروتين يُشَفر بواسطة جين CHMP6 في الإنسان.